# Hrabstwo Columbiana
Hrabstwo Columbiana (ang. Columbiana County) – hrabstwo w USA, w stanie Ohio. Według danych z 2000 roku hrabstwo miało 112 075 mieszkańców.

## Miasta
- Columbiana
- East Liverpool
- Salem

## Wioski
- East Palestine
- Hanoverton
- Leetonia
- Lisbon
- New Waterford
- Rogers
- Salineville
- Summitville
- Washingtonville
- Wellsville

## CDP
- Calcutta
- East Rochester
- Glenmoor
- Homeworth
- La Croft
- Lake Tomahawk
- Negley